# Cleora noatau
Cleora noatau är en fjärilsart som beskrevs av Robinson 1975. Cleora noatau ingår i släktet Cleora och familjen mätare. Inga underarter finns listade i Catalogue of Life.